# 崔弘礼
崔 弘礼（さい こうれい、767年 - 831年）は、唐代の官僚。字は従周。本貫は深州安平県。

## 経歴
弘礼は容貌魁偉にして豪放磊落で、大志を抱いていた。進士に及第して、節度使の補佐役を歴任し、侍御史に進んだ。
元和年間、呂元膺が東都留守となると、弘礼はその下で従事をつとめた。元和9年（814年）、淮西節度使の呉少陽が死去し、その子の呉元済が挙兵すると、淄青節度使の李師道が呉元済と結んで、洛陽を襲撃しようと図った。弘礼は呂元膺のために計略を立て、洛陽の守りを固めたため、洛陽は無事に済んだ。弘礼は汾州刺史・棣州刺史を歴任した。魏博節度使の田弘正が副使を求めると、弘礼は衛州刺史に任じられ、魏博節度副使をつとめた。鄭州刺史に転じた。
長慶元年（821年）、幽州節度使の劉総が入朝し、張弘靖が幽州に移駐すると、弘礼は検校左散騎常侍を加えられ、幽州盧龍軍節度副使とされた。赴任しないうちに、幽州と鎮州で兵乱が起こると、弘礼は絳州刺史に転じた。長慶2年（822年）、汴州の李絺が反乱を起こすと、弘礼は河南尹に任じられ、御史大夫を兼ね、東都畿汝州都防禦副使をつとめた。李絺の乱が鎮圧されると、弘礼は河陽三城懐州節度使に転じた。田1000頃を灌漑し、歳収8万斛を得た。数年後、検校戸部尚書・華州刺史に任じられた。大和元年（827年）、天平軍節度使の烏重胤が死去すると、弘礼は代わって天平軍節度使となり、その日のうちに赴任した。
李同捷が反乱を起こすと、弘礼は李聴とともに李同捷を討った。弘礼は検校尚書左僕射を加えられた。大和3年（829年）、東都留守となった。大和4年（830年）4月、刑部尚書に転じた。宮中への参内を求められたが、病のため赴けなかった。10月、再び東都留守に任じられた。12月23日（831年1月10日）、死去した。享年は64。司空の位を追贈された。

## 家族
- 七世祖：崔昂
- 祖父：崔育（江陰県令）
- 父：崔孚（長城県令）

## 伝記資料
- 『旧唐書』巻163 列伝第113
- 『新唐書』巻164 列伝第89